# الحزب الشيوعي الجزائري
الحزب الشيوعي الجزائري (بـالفرنسية: Parti Communiste Algérien) هو الحزب الشيوعي في الجزائر. وظهر هذا الحزب في عشرينات القرن العشرين كفرع للحزب الشيوعي الفرنسي (PCF) ولم يكن يضم في صفوفه إلا الأوروبيين. في 1936 تحول إلى كيان مستقل  بمؤتمره التأسيسي بحي باب الوادي في جويلية 1936، ولكنه ظل على صلة وثيقة بالحزب الشيوعي الفرنسي ورهينا لطروحاته.
لم يظهر الحزب الشيوعي الجزائري اهتماما واضحا بقضية القوميين/الوطنيين ومطلب الاستقلال، بل اعتمد مطالب اجتماعية كتحسين معيشة السكان ورفع الأجور وتحقيق العدالة الاجتماعية، والمطالبة بالمساواة بين الجزائريين والفرنسيين ضمن الاتحاد الفرنسي فطالب بالجنسية المزدوجة واعتبار كل من العربية والفرنسية لغة رسمية وتشكيل برلمان فرنسي جزائري مزدوج، كما نشط نقابيا.

## مواقفه

شعار الحزب الشيوعي الجزائري (PCA)

عارض الحزب الشيوعي الجزائري، تحت تأثير الحزب الشيوعي الفرنسي، نضال التحرير الوطني الجزائري. واعتبر الحزب أنه من السابق لأوانه حصول الجزائر على استقلالها الوطني، ولكن عند قيام حرب التحرير، وقف إلى جانب الثورة وعمل مع اتحاد العمال ذو القيادة الشيوعية؛ الـ CGT كي لا يتعاون عمال الموانئ في تفريغ حمولات الأسلحة من السفن الفرنسية. وقرر في 1952 الانحياز إلى قرار استقلال الجزائر، وفي ربيع 1955 كان للحزب مجموعاته المسلحة؛ وفي 20 يونيو عام 1955 قرر الحزب الانخراط في الكفاح المسلح مع جبهة التحرير الوطني الجزائرية، وبحلول سبتمبر من ذات العام جاء حظر السلطات الفرنسية للحزب. وكان موقفه من قضية الاستقلال وتبني الكفاح المسلح جعلاه يبتعد تماما عن مواقف الحزب الشيوعي الفرنسي.
وكان السكرتير العام للحزب الشيوعي الجزائري بشير حاج علي.
أصدر جريدة أسبوعية حتى سبتمبر 1955 l’hebdomadaire LIBERTE ثم كانت الجزائر الجمهورية (بالفرنسية: Alger républicain)‏ جريدته شبه الرسمية. كما كان لنشاطه صدى في الجزائر الجديدة وجريدة الكفاح الاجتماعي.
تم تقنين وضع الحزب الشيوعي الجزائري في عام 1962، ولكن تم حظره ومنعه في عام 1964. وتجمع الشيوعيون الجزائريون مرة أخرى لاحقًا في الحزب الطليعي الاشتراكي (PAGS).